# 파울 탕

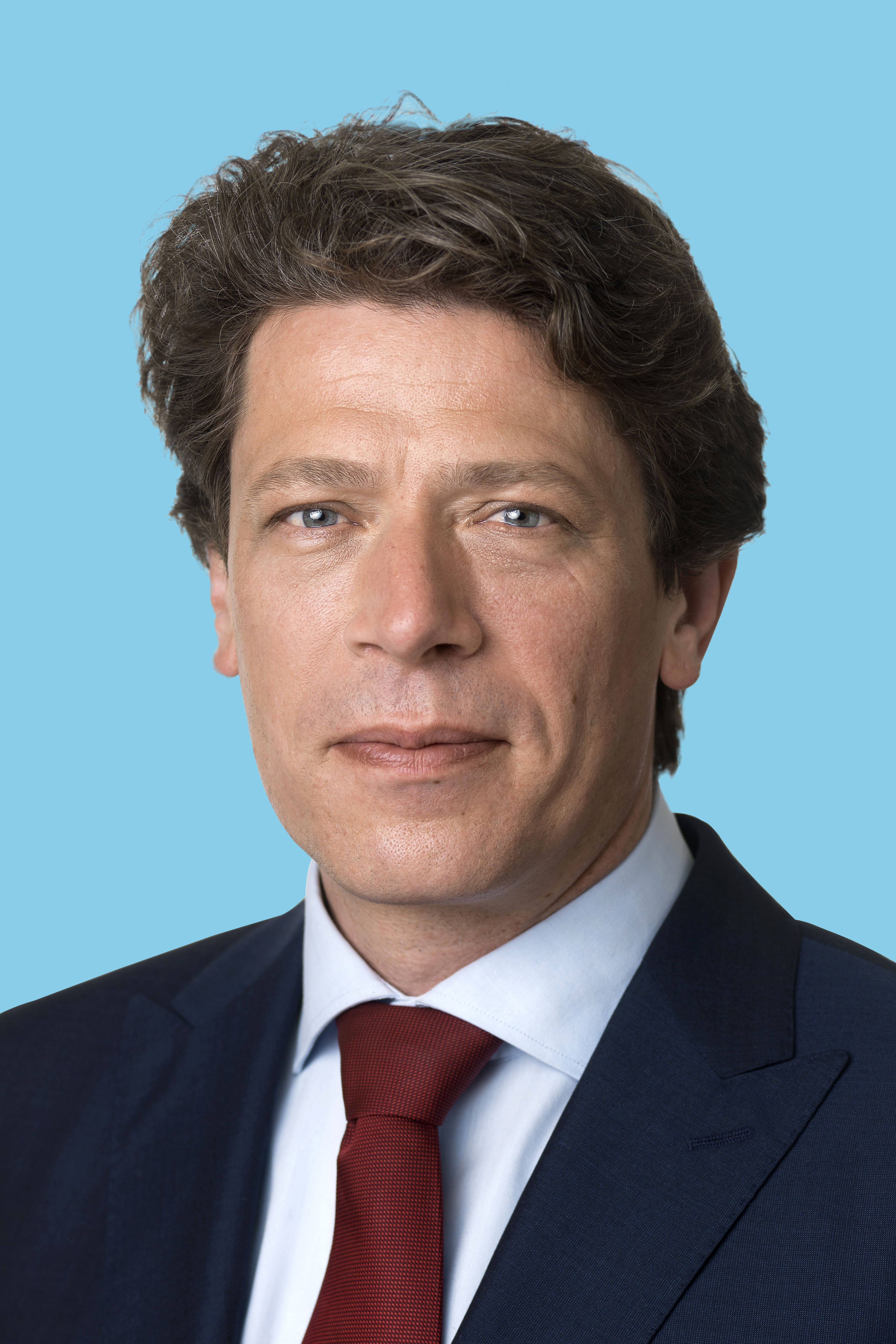
파울 탕

파울 요하네스 헤오르허 탕(네덜란드어: Paul Johannes George Tang, 1967년 4월 23일 ~ )은 네덜란드의 정치인으로, 현재 유럽 의원이다. 사회민주진보동맹 산하 노동당원이며, 2007년부터 2010년까지 국회의원을 역임했다.
2014년 7월 이래 유럽 의원을 지내고 있는 중이다.